# Virgilio de Arlés
Virgilio de Arlés (también llamado Virgil, Virgile, Virgilius; f. c. 610) fue un obispo de Arlés, en la Galia.

## Biografía
Según la hagiografía escrita en el siglo VIII, san Virgilio nació en Gascuña, pero se educó en el monasterio de San Honorato, en una de las dos islas que se hallan a tres kilómetros de Cannes. Se convirtió en monje de la abadía de Lérins, y fue consagrado obispo de Arlés, donde construyó la basílica de San Esteban y otra en Saboya. Este escrito de su vida, aceptado por Mabillon y los bolandistas, es muy parecido a los escritos sobre la vida de san Máximo de Riez, escrito por el patricio Dinamio antes de la muerte de Virgilio. 
Según Gregorio de Tours, Virgilio fue el primer abad del monasterio de San Sinforiano en Autun y contó con el apoyo de Siagrio, obispo de Autun, para suceder a Lizier como obispo de Arlés, que recibió el palio de manos del papa Gregorio I. San Virgilio gobernó su diócesis con gran vigor; su celo lo llevó demasiado lejos en una ocasión, pues san Gregorio le reprendió por haber intentado convertir por la fuerza a los judíos de su archidiócesis y le recomendó que se limitase a orar y predicar. 
El 1 de agosto de 595, san Gregorio concedió a Virgilio el título de vicario pontificio del papa Zósimo (519). Este cargo le permitió intermediar entre el episcopado gaélico y el papado. El rey Childeberto II pidió los servicios de Virgilio para eliminar la simonía de las iglesias de Galia y Germania. Por otro lado, Gregorio pidió en diferentes ocasiones al obispo (596, 601) que bendijera la llegada de Agustín de Canterbury y sus monjes, que iban a ser enviados a Inglaterra. En otra ocasión, pidió la protección del santo a un monasterio del que Lizier había tomado posesión. En una carta a Virgilio y a Siagrio, el papa acusa a los dos obispos de negligencia por no impedir el matrimonio de la hermana de Siagrio, que había abandonado la vida religiosa para ser obligada a casarse. En 601 Gregorio animó a Virgilio a convocar un concilio contra la simonía y para inducir a la reforma al obispado de Marsella. 
No sabemos el día de su muerte, pero sí que el 23 de agosto de 613, el papa Bonifacio IV envió el palio al sucesor de Virgilio, Florián. San Virgilio fue sepultado en la iglesia de San Salvador, que él mismo había construido.